# John Amen

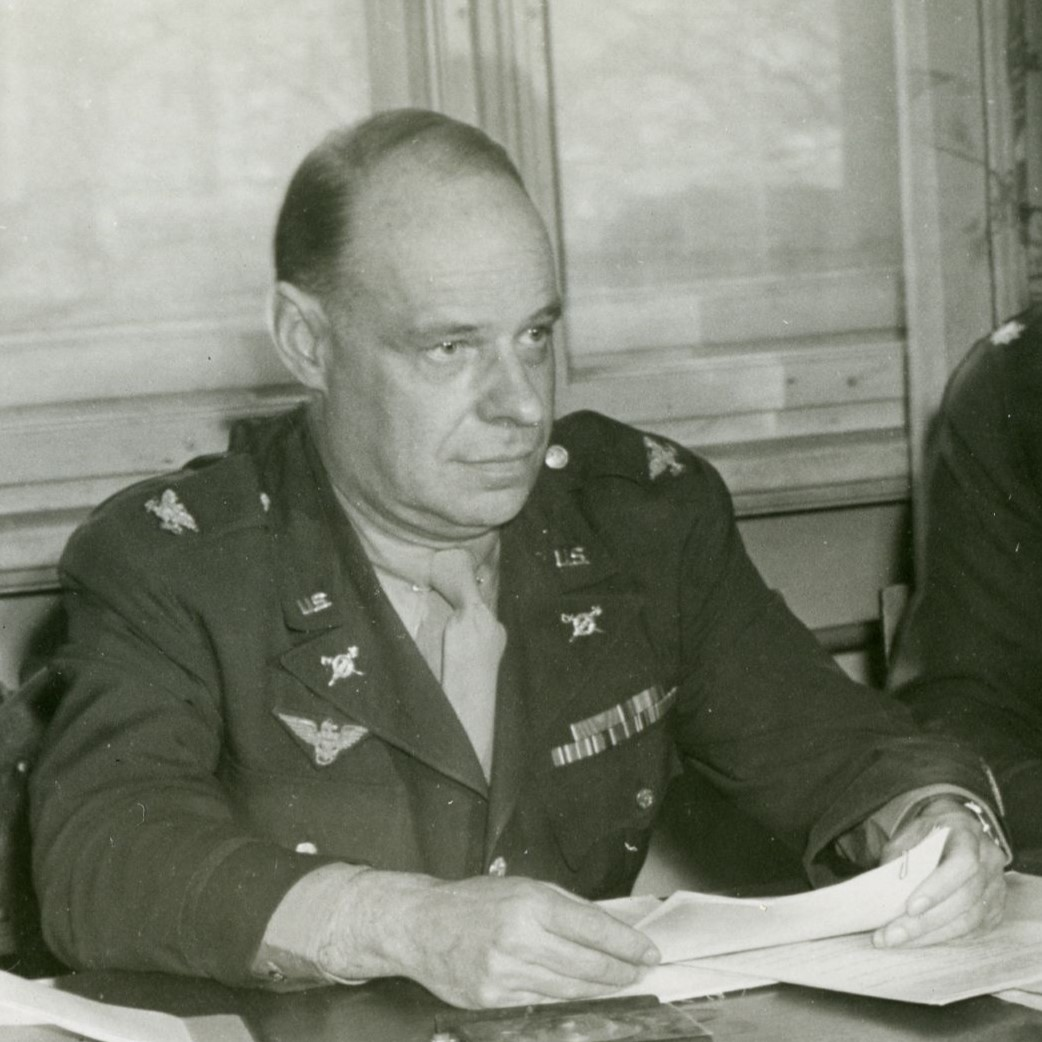
John Amen während des Nürnberger Hauptkriegsverbrecherprozesses

John Harlan Amen (* 15. September 1898 in Exeter, NH; † 10. März 1960 in New York City) war ein US-amerikanischer Staatsanwalt, der beim Nürnberger Hauptkriegsverbrecherprozess die Vernehmungen der Angeklagten und Zeugen leitete.

## Leben und Werk
John Amen heiratete am 25. Juli 1926 die verwitwete Marion Cleveland (1895–1977), jüngste Tochter von Präsident Grover Cleveland. Aus ihrer ersten Ehe mit William Stanley Dell brachte sie eine Tochter mit. 1928 wurde er zum Special Assistant des U.S. Attorney im Staat New York ernannt, und hatte dort bis 1942 die Verantwortung für die Bekämpfung der Organisierten Kriminalität. Er setzte als erster Antitrust-Gesetze zur Bekämpfung der Mafia und von anderen Banden ein. Er war in diesem Amt unter dem Spitznamen Racket-Buster (Banden-Zerstörer) bekannt.
Während des Zweiten Weltkriegs wurde er zum Head of the Interrogation Division der United Nations War Crimes Commission berufen und trug den Rang eines U.S. Colonel. Sein direkter Vorgesetzter war Robert H. Jackson. Amen leitete die Vernehmungen der Angeklagten und Zeugen im Nürnberger Prozess gegen die Hauptkriegsverbrecher und trat bei wichtigen Zeugen selbst als Vernehmer der Anklage im Prozess auf, so z. B. bei der Zeugenaussage von Otto Ohlendorf am 3. Januar 1946. Einer von Amens Mitarbeitern war der Chefdolmetscher Richard Sonnenfeldt, der ihn bei seinen eigenen Vernehmungen von Deutschen, deren Sprache er nicht beherrschte, begleitete. Während der Vernehmung von Hermann Göring setzte Amen eine für ihn typische Vernehmungstaktik ein: Er stellte Göring fast ausschließlich Fragen zu Taten, für die der Anklage bereits Beweisdokumente vorlagen. Göring stritt alles unter Eid ab. Erst danach konfrontierte Amen ihn mit den von Göring selbst unterschriebenen Befehlen, deren Existenz Göring vorher noch bestritten hatte. Bei der Präsentation der Beweise im Gerichtsverfahren zitierte Amen dann zusätzlich zu den Dokumenten die Protokolle der Vernehmungen mit Görings Lügen. Zwar konnte Göring als Angeklagter nicht wegen Falschaussage belangt werden, aber seine Glaubwürdigkeit im Prozess wurde stark beschädigt.
Zusammen mit seinem ehemaligen Assistenten im Staatsanwaltsbüro, Herman L. Weisman (1904–1999) und einem dritten Partner gründete er nach dem Krieg die Kanzlei Amen Weisman & Butler in New York, nach dem Tode von Amen wurde daraus Finley Kumble, eine der größten amerikanischen Anwaltskanzleien der 1980er Jahre. John Harlan Amen starb im Roosevelt Hospital in Manhattan. Er ist zusammen mit seiner Frau im Princeton Cemetery in New Jersey begraben. Ein 1951 geführtes Oral History Interview mit Amen wird von der Columbia University aufbewahrt.